# Gunnerals
Gunneral Gunnerales és un ordre de plantes amb flor.
En el sistema APG II (2003) comprèn dos gèneres: Gunnera i Myrothamnus que poden estar assignats a la mateixa família o a famílies separades:
- ordre Gunnerales
família Gunneraceae [+ família Myrothamnaceae].

Nota: + "..." = opció a segregar o no una família de la família precedent.
En el Sistema Cronquist (1981) aquestes dues famílies estaven respectivament ubicades dins els ordres Haloragales i el Hamamelidales.